# Mining, Braunau am Inn
Mining là một đô thị ở huyện Braunau am Inn bang Oberösterreich, nước Áo. Đô thị này có diện tích 16,56 km², dân số thời điểm ngày 31 tháng 12 năm 2005 là 1151 người..